# Durazzano
Durazzano è un comune italiano di 2 037 abitanti della provincia di Benevento in Campania.
Gode di un impianto eolico di 7 aerogeneratori pari a 14 MW installato nell'ottobre del 2005.

## Geografia fisica
Situato sull'estremo confine occidentale della provincia di Benevento, Durazzano sorge in una valle circondata dal Monte Burrano (776 m s.l.m.) a sud, dal Monte Longano (585 m s.l.m.) a nord, dal Monte Aglio (458 m s.l.m.) ad ovest e dalla gola di Tagliola ad est, che apre la valle verso il vicino comune di Sant'Agata de' Goti.

## Origini del nome
L'origine del nome potrebbe derivare dal primitivo Oraczanum, che insieme al termine Durazzano per la sua flessione aggettivale, sembra che siano nati da un antico possesso prediale.

## Storia
Una volta formava un solo comune con Forchia di Cervino e con Cervino che ora fanno parte della provincia di Caserta.
Se ne fa menzione la prima volta nel XIV secolo, sotto forma di Oraczanum, nel Giustizierato di Terra di Lavoro e nella Contea di Caserta, di cui seguì le sorti feudali.
Sotto gli Angioini venne poi infeudato dai Sus, quindi dal chirurgo Pasquale De Parma poi passò successivamente ai Ciciniello, ai Della Ratta, ai Caracciolo, agli Spinelli, ai D'Aquino, ai Carafa, ai Tomacelli e ai Loffredo.
Nel 1749 divenuta terra regia, non fu più infeudata.
Anche in questo paese, nel 1647, si ebbe una ripercussione della rivoluzione di Napoli di Masaniello con lo scuotere del gioco feudale e l'uccisione dell'Erario del Barone. Ma gli uccisori caddero nelle mani delle soldatesche vicereali e furono impiccati.
Nel 1809 fu capoluogo di circondario nel Distretto di Nola e nel 1816 fu Comune del circondario di Sant'Agata de' Goti.

### Simboli
Lo stemma del Comune di Durazzano è stato concesso con decreto del presidente della Repubblica del 12 marzo 2004.
(D.P.R. 12.03.2004 concessione di stemma e gonfalone)
Il gonfalone è un drappo di giallo con la bordatura di azzurro.

## Monumenti e luoghi d'interesse
- Ponte della Valle di Durazzano secondo ponte dell'Acquedotto Carolino, che conduce le acque alla cascata della Reggia di Caserta, inserito nella lista dei patrimoni dell'umanità dall'UNESCO.
- Chiesa di Santa Maria di Costantinopoli
- Chiesa di Sant'Erasmo
- Chiesa di Santa Maria Capocasale
- Chiesa di San Rocco
- Chiesa di San Giacomo
- Chiesetta del Grottone
- Chiesa dell'Annunziata
- Chiesa di Sant'Angelo
- Castello medievale quadriturrito, sul portone d'ingresso lo stemma della Famiglia Della Ratta
- Resti di antica villa romana

## Società

### Evoluzione demografica
Abitanti censiti

## Infrastrutture e trasporti
Il paese è servito dall'agenzia privata Laudato Trasporti (LTP) per raggiungere il più vicino paese di Cervino o Maddaloni e Caserta. Possibili collegamenti con Sant'Agata de' Goti, Dugenta e Faicchio tramite bus Di Caprio Trasporti (COSAT).
Fino al 1970, il comune era servito dalla fermata ferroviaria di Cervino-Durazzano, sulla linea Benevento-Cancello. Adesso la stazione più vicina è quella di Santa Maria a Vico, sempre sulla linea Benevento-Cancello.

## Amministrazione
Il sindaco attuale è Crisci Alessandro, rieletto il 27 maggio 2019 con la lista "Progetto per Durazzano" avendo ottenuto 872 voti (55,61%) contro la lista avversaria "Aria Nuova" di Francesco Iadevaia fermato a 696 voti (44,39%).

## Sport
Le squadre locali sono il Durazzano Calcio, che milita nei campionati regionali, e l'Alba Sannio che si occupa del settore giovanile e scolastico.
In occasione dell'Universiade di Napoli 2019 Durazzano ha ospitato la competizione del tiro a volo.
Per la pratica sportiva vi sono una piscina comunale dove si svolgono gare di carattere regionale ed un maneggio al coperto (sempre di proprietà del comune) tra i più grandi del sud Italia.